# Sorex arizonae
Sorex arizonae là một loài động vật có vú trong họ Chuột chù, bộ Soricomorpha. Loài này được Diersing & Hoffmeister mô tả năm 1977.

## Phân bố và môi trường sống
Chuột chù Arizona được tìm thấy ở Chihuahua ở Mexico, và ở miền nam Arizona và New Mexico ở Hoa Kỳ. Loài này sinh sống ở địa hình đồi núi giữa 1.575 và 2.590 m (5.167 và 8.497 ft) bị chi phối bởi cây lá kim hoặc cây thông hoặc sồi hỗn hợp. Không có phân loài đã biết. 